# Lupinus costaricensis
Lupinus costaricensis là một loài thực vật có hoa trong họ Đậu. Loài này được D.B.Dunn miêu tả khoa học đầu tiên.